# برايان إيفانز
برايان إيفانز (بالإنجليزية: Brian Evans)‏ (2 ديسمبر 1942 في المملكة المتحدة - 26 فبراير 2003 في المملكة المتحدة) هو لاعب كرة قدم بريطاني في مركز جناح. شارك مع منتخب ويلز لكرة القدم. أما مع النوادي، فقد لعب مع سوانزي سيتي ونادي سانت إيلي تاون ونادي هيرفورد ونادي باث سيتي وAbergavenny Thursdays F.C. ‏ وPontardawe Town A.F.C. ‏ وهافرفوردويست ‏.

## وصلات خارجية
- برايان إيفانز على موقع قاعدة بيانات كرة القدم.إي يو (الإنجليزية)